# Fortis Bank Polska
Fortis Bank Polska SA (dawniej Pierwszy Polsko-Amerykański Bank SA, Pierwszy Polsko-Amerykański Bank w Krakowie SA (PPABank)) – uniwersalny bank komercyjny z siedzibą w Warszawie, działający w latach 1990–2011.

## Historia

### Pierwszy Polsko-Amerykański Bank
W 1990 roku w Krakowie zostaje zawiązana spółka Krakowskie Towarzystwo Bankowe (z inicjatywy Krakowskiego Towarzystwa Przemysłowego i Agencji Rozwoju Przemysłu SA). Rok później Polsko-Amerykański Fundusz Przedsiębiorczości został strategicznym akcjonariuszem banku, który przyjął nazwę Pierwszy Polsko-Amerykański Bank w Krakowie SA.
W 1994 roku PPABank zadebiutował na Giełdzie Papierów Wartościowych jako Pierwszy Polsko-Amerykański Bank (PPABank). W tym samym roku Pierwszy Polsko-Amerykański Bank w Krakowie SA została zmieniona na Pierwszy Polsko-Amerykański Bank SA.

### Wejście grupy Fortis do Polski
W 1998 roku PPABank podpisuje umowę o współpracy z Fortis Bankiem (wówczas Generale Bank).
W 1999 roku zostaje sfinalizowana transakcja pomiędzy Fortis Bank a PAEF i ECC, w wyniku której Fortis Bank powiększył swoje udziały w PPABanku do 68,5% a następnie w wyniku publicznego wezwania do sprzedaży akcji, Fortis Bank zwiększył swe udziały w PPABanku do 98,38%.

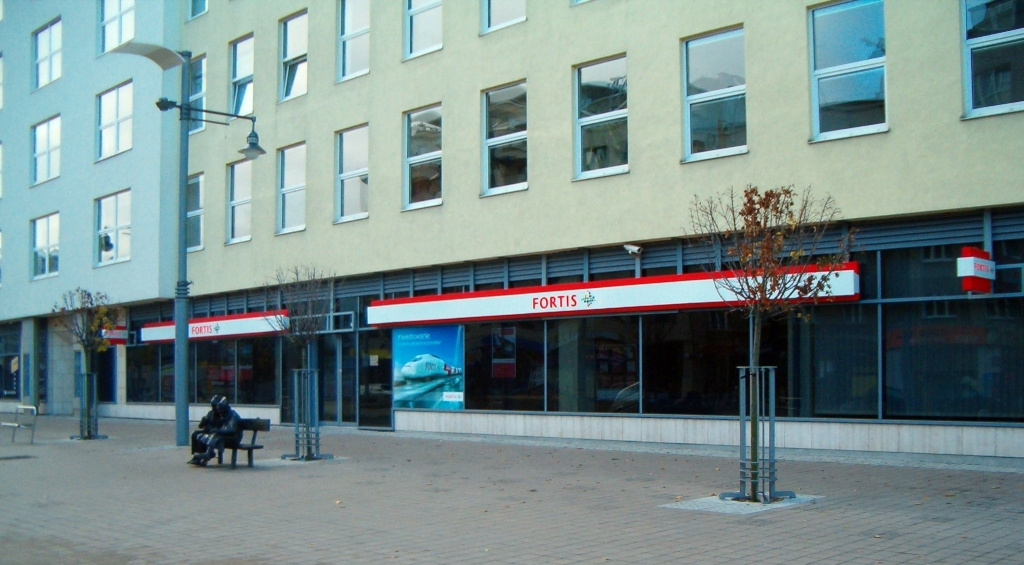
Oddział Fortis Banku w Gdyni (2007)

W 2000 roku zmianie uległa nazwa banku na Fortis Bank Polska S.A. i przeniesiono siedzibę banku z Krakowa do Warszawy..

### Przejęcie przez BNP Paribas
W 2009 roku nastąpiła fuzja Fortis Banku Polska i Dominet Banku. W tym samym roku, w wyniku kryzysu finansowego, francuski bank BNP Paribas sfinalizował transakcję przejęcia Fortis Bank (Belgia), a jednym ze składników aktywów podlegających transakcji był Fortis Bank Polska. Wskutek tej transkacji nastąpiła kolejna zmiana nazwy banku, na BNP Paribas Fortis.
W 2010 roku bank przejął BNP Paribas Oddział w Polsce (działający jako oddział francuskiej instytucji kredytowej).
W 2011 roku nastąpiła zmiana nazwy banku na BNP Paribas Bank Polska S.A..